# Luciano Rispoli (psicologo)
Luciano Rispoli (Napoli, 18 febbraio 1946) è uno psicologo e psicoterapeuta italiano.
È fondatore della corrente scientifica ed epistemologica del Neo-funzionalismo.
Nel 1975 ha fondato la Società Italiana di psicoterapia funzionale (SIF) e nel 1983 Scuola Europea di Psicoterapia Funzionale (SEF).

## Biografia
Luciano Rispoli studia e si laurea nel 1970 in Ingegneria, specializzandosi poi in Psicologia Clinica presso l'Università degli Studi di Napoli nel 1981. 
Iscritto all’Albo degli Psicologi in prima applicazione, attualmente iscritto all’albo della Puglia. Studioso e ricercatore nel campo della psicologia e della psicoterapia (in particolare relativamente alla relazione mente-corpo), si è formato attraverso un training personale di psicoterapia carattero-analitica dal 1970 al 1977 con Federico Navarro, e da ulteriori training di supervisione (dal 1971 al 1974) con Ola Raknes (collaboratore di W.Reich in Norvegia), con Barrie Simmons (gestalt terapia) e con Eileen Wolckenstein (terapia relazionale). 
Dal 1979 al 1986 partecipa ad una formazione in psicoterapia di gruppo con Bjorn Blumenthal di Oslo (esponente della stessa scuola fondata di Raknes). Ulteriori momenti di formazione (dal 1973 al 1980) sono svolti con Alexander Lowen e Carl Rogers.
Nel 1973 è ideatore e cofondatore della rivista Quaderni Reichiani (ad oggi periodico da collezione), che ha redatto per sei anni.
Ha fondato nel 1973 l’Asilo Sperimentale nel quale si sono svolte ricerche e osservazioni sull'età evolutiva.
Nel 1975 ha fondato la SIF (Società Italiana di psicoterapia funzionale) con 8 Istituti clinici affiliati in Italia, e nel 1983 la SEF (Scuola Europea di Psicoterapia Funzionale) riconosciuta dal Ministero dell’Università nel 2000, con sede principale a Napoli e sedi distaccate a Roma, Catania, Padova e Trieste, e con sedi internazionali in Francia e Messico.
Membro Onorario dell’EABP (European Association for BodyPsychotherapy), è tra i fondatori del CSITP (Comité Scientifique International de Psychothérapie Corporelle) e dell’AIPC (Associazione Italiana di Psicoterapia Corporea).
Dal 1987 ha promosso e organizzato numerosi congressi nazionali e internazionali. Nel 1987 organizza il Simposio Internazionale di Napoli “Wilhelm Reich storia d una rimozione”, al quale partecipano numerosi psicologi, psicoterapeuti e studiosi sia dell’Europa che delle Americhe (tra cui Eva Reich la figlia di Reich, Vezio Ruggieri, Giulia Villani Betocchi, Bjorn Blumenthal, Myorn Sharaf, Pierfrancesco Galli, Diego Napolitani). I 3 giorni del Simposio aprono la serie di Congressi sia Europei (ogni 2 anni) che Internazionali di Body-Psychotherapy.
Dirige per Alpes Italia la collana “Il Neo-funzionalismo” dove ha pubblicato vari volumi. La collana ha lo scopo di raccogliere in pubblicazioni editoriali il materiale sempre più numeroso e interessante che viene prodotto all’interno dell’area del Neo-funzionalismo: ricerche, studi, monografie, metodologie di intervento, su vari temi e vari campi di applicazione. È autore di pubblicazioni della collana "Neo-funzionalismo e Sistemi Integrati". Dal 2012 è il direttore Scientifico della rivista scientifica di Psicologia "Neo-funzionalismo e scienze integrate".

## La Psicoterapia Funzionale
Inizialmente Rispoli ha portato avanti la teoria di Wilhelm Reich (e della relativa vegetoterapia carattero-analitica, una cura psicoterapeutica che comprendesse anche il corpo), nonché le teorie del primo funzionalismo della scuola di Chicago, e tutte le istanze che si affacciavano all’idea dell’importanza del corpo in psicoterapia.
Ha invitato nel Centro di psicoterapia di Napoli gli studiosi che si riferivano a Reich in Norvegia, Inghilterra, America (Ola Raknes, David Boadella, Alexander Lowen, Eva Reich, Myron Sharaf, etc.), nonché altri studiosi (Barrie Simmons della Gestalt, André Lapierre della psicomotricità, ecc.) che daranno un ulteriore contributo alla ricerca che il Centro porta avanti sui processi psicocorporei del Sé, sul funzionamento del gruppo, sull'età evolutiva, anche in un'ottica sociale e formativa.

## Il Neo-funzionalismo
A partire dagli studi, dalle ricerche e dalla pratica clinica realizzati sin dagli anni’70 e negli anni successivi, Rispoli sviluppa un modello e un pensiero via via più evoluto e complesso, basato anche su tutte le più recenti ricerche scientifiche, che arriverà alla vera e propria nascita del Neo-funzionalismo o funzionalismo Moderno.
Sin dagli anni ’70 i suoi studi si rivolgono all’importanza del corpo in psicoterapia, e al parallelismo tra psicoterapia e processi evolutivi dell’infanzia. E da lì (dagli anni ’80 in poi) vedono la 
luce la teoria funzionale del Sé (un Sé complessivo mente-corpo) e la teoria delle Esperienze di Base[1] e lo studio dei Sistemi Integrati.
Con il pensiero funzionale, Rispoli supera la dicotomia corpo-mente individuando tutti gli elementi psichici e corporei (le funzioni[2]) che costituiscono il Sé [3]. Il Sé è l’insieme organico e integrato delle varie funzioni. La psicologia funzionale guarda alla persona nella sua unitarietà e complessità (secondo il pensiero di Morin), ma nello stesso tempo alla concretezza di piani e livelli su cui operare[4]. Le Funzioni sono componenti del Sé ma allo stesso tempo rappresentano l’intera persona mente-corpo (razionalità, ricordi, antasie, emozioni, ma anche movimenti, posture, nonché sistemi e apparati fisiologici e neurovegetativi).
Mente-corpo non sono più rappresentati come una “piramide” gerarchica con la mente che controlla tutto dall’alto ma con una rappresentazione circolare, un’organizzazione di funzioni psicocorporee tutta allo stesso livello e della stessa importanza. Le Esperienze di Base (EBS) sono le modalità fondamentali con cui il Sé si muove nel mondo in relazione a se stesso e agli altri; sono concrete esperienze che il bambino attraversa nelle varie fasi dello sviluppo e che, se attraversate positivamente, conserverà per tutta la vita come Capacità o Funzionamenti. Le concezioni e le scoperte di Rispoli sul funzionamento degli organismi viventi si estendono anche ai gruppi, alle organizzazioni, alle aziende e persino alle città. E successivamente, alla comprensione delle relazioni complesse tra i vari Sistemi Integrati che costituiscono il funzionamento della persona (Nervoso Centrale, Neurovegetativo, Emotivo, Cognitivo, Endocrino e Immunitario, e, non ultimo per importanza, il Sensoriale Motorio percettivo ed espressivo) per poter intervenire in modo fondato sinergicamente su più possibili della unitarietà mente-corpo.
In oltre 40 anni di attività e di studio, Rispoli ha sviluppato ricerche e conoscenze sui processi psico-corporei dell'individuo e del gruppo, sui temi dello stress[5], sui problemi di infanzia e adolescenza, sui disturbi psichici e psicosomatici; formulando il modello Funzionale del Sé, la teoria delle Esperienze di Base[1] e la teoria dei Sistemi Integrati[1], insieme alle tecniche e metodologie di intervento, e dei sistemi di valutazione e verifica.

## Radici del Neo-funzionalismo
Il Neo-funzionalismo ha radici:
- nel Funzionalismo della Scuola di Chicago (James1890, Dewey 1896, Angell 1907, Carr 1925) ,
- negli studi psicofisiologici (da Selye sullo stress a Laborit sull’inibizione di azione, da Gellhorn a Hinde);
- negli studi sul rapporto mente-corpo (il funzionalismo di Reich, il movimento-consapevolezza-emozioni di Feldenkrais e altri);
- nelle teorie del Sé (Kohut H. (1959-78,1971,1977), in particolare l’interpersonalismo di Stern);
- nei recenti contributi della ricerca (il bambino nella fase neonatale, neuroscienze,psico-neuro-endocrino-immunologia);
- nella "esperienza emozionale correttiva", di Franz Alexander ("Psychoanalytic Therapy: Principles and Application", Ronald Press, 1946).

## Opere
È autore di numerosi contributi in volume e articoli, pubblicati in Italia e all’estero, tra cui:
1. Rispoli L., Il corpo e le psicoterapie, Idelson, Napoli, (1985)
2. Rispoli L., Nunziante Cesaro A., Valerio P., Dolce C.G. , Formazione e ricerca in psicologia clinica e psicoterapia, Roma Ed. Bulzoni, (1987)
3. Rispoli L., Andriello B., Psicoterapia corporea e analisi del carattere, Bollati Boringhieri, Torino, (1988)
4. Rispoli L., Psicologia Funzionale del Sé, Astrolabio, Roma, (1993) [ISBN 978-8834011027]
5. Rispoli L., Meyer R., Maurer Y, Zaruchas W, Etudes cliniques psychothérapiques et somatothérapiques, Paris, Ed. SIMEP, (1993)
6. Rispoli L., Manuale di sopravvivenza urbana. Lo stato di salute della città di Napoli, Napoli, Intra Moenia, (1996)
7. Rispoli L., Di Nuovo S., Genta E. Misurare lo stress, Milano, Franco Angeli/Linea Test, (2000). ISBN 978-8846422521
8. Rispoli L., “Functional Psychology and the Basic Experience of the Self” in Heller M. (a cura di) The Flesh of the Soul: The Body we Work with, Bern, Peter Lang, (2001)
9. Rispoli L., Il sorriso del corpo e I segreti dell’anima, Napoli, Liguori, (2003)
10. Rispoli L., Esperienze di Base e sviluppo del Sé L’Evolutiva in Psicoterapia Funzionale, Milano, Franco Angeli, (2004) ISBN 978-8846452719
11. Rispoli L., The Basic Experiences and the Development of the Self. Development from the point of view of Functional Psychotherapy, Bern, Peter Lang Publishing, (2008)
12. Rispoli L., Expériences de Base et développement du Soi, Bern, Peter Lang Publishing Group, (2009a) ISBN 978-3034300650
13. Rispoli L., Schemi e tecniche in psicoterapia Funzionale (in lingua greca), Atene, Istituto Greco di Neurovegetoterapia e Analisi del Carattere (E.I.N.A.) edizioni, (2009b)
14. Rispoli L., S. Di Nuovo, L’analisi Funzionale dello stress. Dalla clinica alla psicologia applicata, Franco Angeli, Milano, (2011) ISBN 978-8856840872
15. Rispoli L., Il Manifesto del Funzionalismo Moderno, Roma, Alpes, (2014) ISBN 978-8865312179
16. Rispoli L., Manuale delle Tecniche del Neo-Funzionalismo, SEF-Amazon, Edizione, (2016a)
17. Rispoli L., Il corpo in psicoterapia oggi. Neo-Funzionalismo e Sistemi Integrati, Milano, Franco Angeli, (2016b) ISBN 978-8891729279
18. Rispoli L., I bambini del futuro. Guida a una relazione felice con l’infanzia, Kimerik, (2021) ISBN 978-8855166881

### Collana Neo-funzionalismo e Sistemi integrati
1. Il linguaggio del Corpo, Edizione SEF 2016 ISBN 978-1533115782
2. Neo-Funzionalismo: La Psicoterapia Funzionale introduzione al modello, Edizione SEF 2017 ISBN 978-1548444013
3. Diagnosi: Elementi per la costruzione della diagnosi nella Psicoterapia Funzionale, Edizione SEF 2017 ISBN 978-1548448349
4. La sessualità felice e i disturbi sessuali, Edizione SEF 2020 ISBN 979-8567723784
5. La respirazione. Il flusso della Vita, Edizione SEF 2023 ISBN 979-8567723784

### Pubblicazioni a cui ha preso parte
Ha partecipato alla pubblicazione di numerosi volumi, tra cui:
1. (1990) I modelli psicologici-clinici a supporto dei servizi psichiatrici: la psicoterapia corporeo-caratteriale, in S. Benvenuto, O. Nicolaus (a cura di) “La bottega dell’anima”, Milano, Franco Angeli.
2. (1991)  Il corpo nel pensiero scientifico e nella psicologia clinica e Il modello del Sé Funzionale in psicoterapia corporea, in L. Peirone (a cura di) “L’identità corporea”, Milano, Giuffrè.
3. (1992) Fondements, développements et perspectives desthéories psychocorporelles, in R. Meyer, G. Liénard (a cura di) “Les Somato thérapies”, Paris, Ed. Simep.
4. (1992) Il modello clinico del Sé Corporeo: prospettive nei servizi, in Marella L., Facchinetti O. (a cura di ) "Lo psicologo discusso" Milano, Franco Angeli.
5. (1994) Le storie che vogliamo ascoltare, in AA:VV, "Forse Napoli", Napoli, Pironti.
6. (1996a) Le Esperienze Fondamentali del Sé come nucleo centrale della psicoterapia, in F. Piccini, D. Bavestrello (a cura di) “Insuccessi in psicoterapia”, Milano, Franco Angeli.
7. (1996b) Da Reich alla psicoterapia corporea e agli sviluppi della psicologia Funzionale, in G. Lai e O. Cellentani (a cura di) “Conoscenze psicoanalitiche e pratiche sociali. Viaggio nell'itinerario della consultazione psicosociale”, Milano, Franco Angeli.
8. (1998a) La psicoterapia Funzionale Corporea: verso un modello complesso e multidimensionale, in G. Lo Verso, M. Ceruti (a cura di) “Epistemologia e psicoterapia”,Milano, Cortina.
9. (1998b) La valutazione degli effetti e del processo in psicoterapia Funzionale Corporea, con S. Di Nuovo, G. Lo Verso, M. Di Blasi, F. Giannone (a cura di) “Valutare in psicoterapia”, Milano, Franco Angeli.
10. (1998c) La psicoterapia corporea e il suo sviluppo Funzionale, in L. Cionini (a cura di ) “Le psicoterapie. Modelli a confronto” , Roma, Carocci.
11. (1999) La capacità immaginativa: un ulteriore elemento di integrazione nella psicologia Funzionale, con S. Di Nuovo (a cura di) “Mente e immaginazione” , Milano, Franco Angeli.
12. (2000) La valutazione integrata dello stress in M. Cuffaro, P. Garofalo (a cura di), “Nuove frontiere della psicodiagnosi”, Milano, Franco Angeli.
13. (2001) Functional Psychology and the Basic Experience of the Self, con M. Heller (a cura di) "The Flesh of the Soul: The Body we Work with" , Bern, Peter Lang.
14. (2006a) Psicoterapia corporea e sviluppo del Funzionalismo, in AA.VV. “ Psiche – Dizionario storico di psicologia, psichiatria, psicoanalisi, neuroscienze” ,Torino, Einaudi.
15. (2006b) Funktionalismus und Körper-psychotherapie, in G. Marlock, H. Weiss (a cura di), “Handbuchder Körperpsychotherapie”, Germany, Schattauer GmbH.
16. (2007) Integrazione mente-corpo e la psicoterapia Funzionale, in C. Antonioli, e. C. “Atti del Convegno internazionale di medicine naturali sull’integrazione tra tecniche terapeutiche convenzionali e complementari”, Barolo, Centro Stampa Regione Piemonte.
17. (2008)   Prefazione al libro "Introduction à la communicaction" di Cl. Balestra, E. Bouancheaux-Zuckermandl Brugge, Ed. la Charte/B&E.
18. (2010a) Lo stress. Effetti, misurazione e intervento, in A. Massirone (a cura di) “Trattato di medicina estetica”, Padova, Piccin.
19. (2010b) Il Funzionalismo Moderno e il Paradigma Psicocorporeo. Diagnosi, terapia, prevenzione dei Disturbi d’Ansia, in L. D. Ragazzo (a cura di) “Ansia, che fare?”, Padova, Cleup.
20. (2012) Sistemi integrati nel Funzionalismo moderno. Misurazione e intervento sullo stress, in F. Bottaccioli (a cura di) “Stress e vita”, Milano, Nuove Tecniche.
21. (2013) Il paradigma espressivo-corporeo e La psicoterapia Funzionale, in A. Salvini, G. Nardone (a cura di) “Dizionario di psicoterapia”, Milano, Garzanti
22. (2021) Nuovo Dizionario di Psicologia, Umberto Galimberti, Milano, Feltrinelli